# Honorowi obywatele województwa kujawsko-pomorskiego
Honorowi obywatele województwa kujawsko-pomorskiego – lista osób, którym nadano tytuł Honorowego Obywatela Województwa Kujawsko-Pomorskiego.

## Honorowi obywatele
- 7 czerwca 2010 – kardynał Józef Glemp, najwyższy hierarcha polskiego Kościoła katolickiego[1]
- 19 października 2010 – prezydent Lech Wałęsa, pochodzący z Kujaw i Pomorza pierwszy lider Niezależnego Samorządnego Związku Zawodowego „Solidarność”[1]
- 7 czerwca 2013 – Marianna Popiełuszko, matka ks. Jerzego Popiełuszki[1]
- 6 czerwca 2016 – Rafał Blechacz, pianista, zwycięzca XV Międzynarodowego Konkursu Pianistycznego im. Fryderyka Chopina[1]
- 19 grudnia 2016 – biskup Andrzej Suski, pierwszy biskup diecezji toruńskiej[1]
- 7 czerwca 2019 – biskup Henryk Muszyński, profesor teologii, biblista, biskup pomocniczy diecezji toruńskiej[1]
- 7 czerwca 2019 – prof. Stanisław Dembiński, fizyk, rektor Uniwersytetu Mikołaja Kopernika w Toruniu w latach 1980–1981[1]
- 26 kwietnia 2023 – Irena Santor, piosenkarka, ambasadorka województwa kujawsko-pomorskiego[2]